# عبد الله علي المنيف
عبد الله بن علي بن محمد المنيف هو أكاديمي سعودي وعضو في مجلس الشورى السعودي منذ أن تم تعيينه بأمر ملكي في 3 ربيع الأول، 1438هـ الموافق لـ2 ديسمبر 2016م. ولد عبد الله المنيف بتاريخ 1/7/1365هـ في حوطة سدير. وعمل رئيساً لمكتب المنيف للاستشارات المالية والإدارية إضافةً إلى كونه عضواً ومستشاراً في عدد من اللجان.

## الحياة التعليمية
تخرج من جامعة الملك سعود بشهادة بكالوريوس في المحاسبة. ثم درس الماجستير في المحاسبة بجامعة جنوب كاليفورنيا بأمريكا وأنهى دراسته للدكتوراه في المحاسبة من جامعة كارولينا الجنوبية في الولايات المتحدة الأمريكية 1401هـ.

## الحياة المهنية
- - عضو مجلس الشورى مجلس الشورى اعتباراً من 3/3/1430هـ.[2]
- - رئيس مكتب المنيف للاستشارات المالية والإدارية اعتباراً من 1/5/1427هـ.[2]
- - مستشار إداري في الحرس الوطني اعتباراً من 10/6/1423هـ حتى 1/5/1424هـ.[2]
- - مدير عام الشؤون المالية والإدارية في الحرس الوطني اعتباراً من 11/5/1417هـ حتى 10/6/1423هـ.[2]
- -رئيس قسم المحاسبة في جامعة الملك سعود اعتباراً من 24/11/1413هـ حتى 24/11/1415هـ.[2]
- - أستاذ مشارك بقسم المحاسبة في جامعة الملك سعود اعتباراً من29/10/1413هـ.[2]
- - مدير تنفيذي للشؤون المالية والإدارية في مستشفى الملك فيصل التخصصي اعتباراً من 8/5/1406هـ حتى 7/5/1411هـ.[2]
- - رئيس جمعية المحاسبة السعودية في جامعة الملك سعود من 1404هـ حتى 1405هـ.[2]
- - أستاذ مساعد بقسم المحاسبة في جامعة الملك سعود اعتباراً من 16/11/1401هـ حتى 29/10/1413هـ.[2]
- - معيد بقسم المحاسبة في جامعة الملك سعود اعتباراً من 22/6/1391هـ حتى 16/11/1401هـ.[2]

## عضويات المجالس واللجان
انضم عبد الله المنيف إلى عدد من المجالس واللجان إما كعضو أو مقرر أو رئيس، بعضها على مستوى القسم والكلية والجامعة وبعضها الآخار خارجها كوزارة المالية والاقتصاد الوطني ووزارة التعليم العالي ووزارة التجارة ومجلس التعاون الخليجي والمنظمة العربية للعلوم الإدارية. كما أنه عمل كباحث وأجرى دارسات عديدة كمستشار غير متفرغ في عدد من الجهات الحكومية. كان ذلك في فترات مختلفة لدى شركات كوزارة الصناعة والكهرباء ووزارة المالية والاقتصاد الوطني ووزارة التجارة وكذلك القيام بدراسات عديدة كمستشار غير متفرغ لبعض مكاتب المحاسبة.
- - عضو بمجلس كلية العلوم الإدارية لعدة دورات
- - عضو بمجلس إدارة مركز إدارة البحوث بكلية العلوم الإدارية لعدة دورات
- - عضو بمجلس إدارة جمعية المحاسبة السعودية لعدة دورات
- - عضو بالمجلس الإداري بالمستشفى التخصصي
- - عضو بالمجلس المشترك بالمستشفى التخصص.

## الندوات والمؤتمرات
شارك عبد الله المنيف في عدد من المؤتمرات والندوات أهمها:
- - المؤتمر السنوي لجمعية المحاسبة الأمريكية بالولايات المتحدة الأمريكية.
- - مؤتمرات المحاسبة الحكومية بلندن.
- - مؤتمر المحاسبة ببيروت 1423هـ.
- - مؤتمر المحاسبة الأول بالرياض ـ 1423هـ.
- - ندوات سبل تطوير المحاسبة في المملكة العربية السعودية ـ جامعة الملك سعود.
- - ندوة تفاعل الأجهزة والمؤسسات الحكومية مع متطلبات المرحلة الحالية للتنمية في المملكة العربية السعودية ـ 1411هـ.
- - الندوة الثالثة عن تطور القوى العاملة الصحية ـ كلية العلوم التطبيقية ـ 1408هـ.
- - ندوة أجهزة الرقابة المالية والإدارية وعلاقتها بالأجهزة الحكومية ـ معهد الإدارة العامة ـ 1405هـ.

## المؤلفات والبحوث

### بالعربية
- - تطوير الإجراءات المحاسبية الحكومية لرقابة الصرف من الاعتمادات المالية مجلة الإدارة العامة ـ1404هـ.[2]
- - الرقابة المالية في النظام المحاسبي الحكومي وسبل تحسينها ـ مجلة الإدارة العامة 1405هـ.
- ـ دراسة فرضية لتحديد معالم مسئولية المراجع القانوني في المملكة العربية السعودية ـ مجلة كلية العلوم الإدارية ـ 1985م.
- ـ التصفية ومدى وضوح معالجتها في النظام الضريبي السعودي ـ مجلة جامعة الملك سعود ـ 1412هـ
- ـ الدفاتر المحاسبية الملزمة دراسة تحليلية مقارنة ـ مجلة البحوث التجارية ـ جامعة الزقازيق 1991م.
- ـ دراسة مدى إمكانية تطبيق نظام محاسبة المسئولية في الأجهزة الحكومية في المملكة العربية السعودية ـ مجلة الإدارة العامة 1413هـ.
- ـ التنظيم الداخلي للمهنة ـ مكتب الراشد محاسبون قانونيون.
- ـ معايير المحاسبة المالية ـ تاريخ تطورها ـ بيئتها وأسلوب إعدادهاـ لجنة معايير المحاسبة السعودية.
- ـ دراسة نظام لجان المراجعة في الشركات المساهمة والتنظيم المحلي في المملكة ـ مجلة جامعة الملك عبد العزيز 1418هـ.
- ـ المدير المالي وتطوير أداء المنشآت ـ مؤتمر المحاسبة بالرياض ـ1423هـ.

### الكتب
- ـ المحاسبة الضريبية والزكاة الشرعية من الناحية النظرية والتطبيق العملي في المملكة العربية السعودية جامعة الملك سعود 1407هـ.[2]
- ـ المحاسبة الحكومية من الناحية النظرية والتطبيق العملي في المملكة العربية السعودية (تحت النشر).

### بالإنجليزية
- - جامعة الملك سعود 1408هـ. [2]Manpower Informmation system Development
- -Strategic and Operational Planning Experience of King Faisal Specialist Hospital and Research Center Its Significance to Other Health Institution. مركز البحوث جامعة الملك سعود ـ 1409هـ

## وصلات خارجية
- موقع مجلس الشورى السعودي الرسمي.
- معرض صور مجلس الشورى السعودي[وصلة مكسورة].